# Azzoni

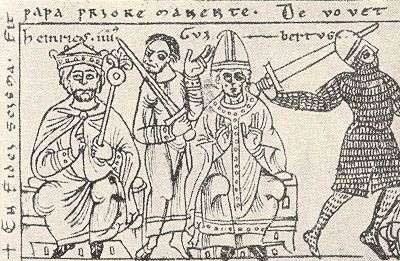
L'incoronazione di Enrico IV (a sinistra), alla presenza dell'antipapa Clemente III (destra). Tra loro c'è il forte scudiero Ermanno II di Lotaringia, conte palatino. Immagine tratta dalla Cronaca di Ottone di Frisinga, Codice Jenensis Bose q.6 (1157).

Gli Azzoni erano una dinastia di Lorena risalente al IX secolo. Al culmine del loro potere nell'XI secolo, grazie alla loro alleanza con gli imperatori del Sacro Romano Impero della dinastia ottoniana, dominarono la regione del Reno per più di un secolo.
Prendono il nome da Azzo, il più potente rappresentante della dinastia. Furono conti palatini di Lotaringia, duchi di Svevia, Carinzia e Baviera, ma nonostante le loro imprese militari per conto degli imperatori germanici, gli Azzoni non riuscirono a creare un'entità territoriale separata in Lotaringia.

## Origini
Gli Azzoni compaiono nei documenti nel 866 con Erenfried I. Sebbene forse ebbe antenati carolingi, gli storici favoriscono una discendenza dagli antichi re dei Turingi. L'ascesa politica della dinastia è storicamente evidente dal numero di contee acquisite nella seconda metà del X secolo.
- Erenfried I (866-904), conte di Bliesgau, Keldachgau, Bonngau e du Charmois. Sposò Aldegonda di Borgogna (860-902), figlia di Corrado II, conte di Borgogna Transgiurana e conte di Auxerre, e di Giuditta del Friuli. Essi ebbero tre figli: 
  - Eberardo I, conte a Bonngau, Keldachgau e Zulpichgau. Egli ebbe tre figli: 
    - Ermanno I, conte di Auelgau (922/48), che ebbe due figli: 
      - Eberardo II, conte di Auelgau († 966);
      - Goffredo, conte di Auelgau (966/70).

    - Erenfried II, conte di Zülpichgau (942), Keldachgau, Bonngau (945), Hattuariergau (947), Tubalgau (948) e Hubbelrath (950); conte anche della contea belga di Huy, visdomino dell'abbazia di Stavelot. Sposò Richwara di Zulpichgau († 10 luglio 963) ed essi ebbero: 
      - Ermanno I, conte palatino di Lorena (vedi sotto);
      - Richwara di Zulpichgau (nato 940, † 980), che sposò Leopoldo I di Babenberg, margravio della Marca Orientale;
      - Erenfried, abate di Gorze (999).

    - Teodorico, conte di Drente e di Salland, conte di Hamaland († prima del 964). Sposò Amalrada di Hamaland;

  - Ermanno I, arcivescovo di Colonia dall'890 al 924, e cancelliere del re Sventibaldo di Lotaringia;
  - Ermenfried.

Gli Azzoni governavano la maggior parte delle contee nella regione del Reno e alla fine vennero investiti dell'incarico di conti palatini sulle altre contee della regione. La stirpe trevigiana degli Azzoni Avogadro, secondo alcune ricostruzioni di epoca moderna, probabilmente false, ne sarebbero i discendenti. 

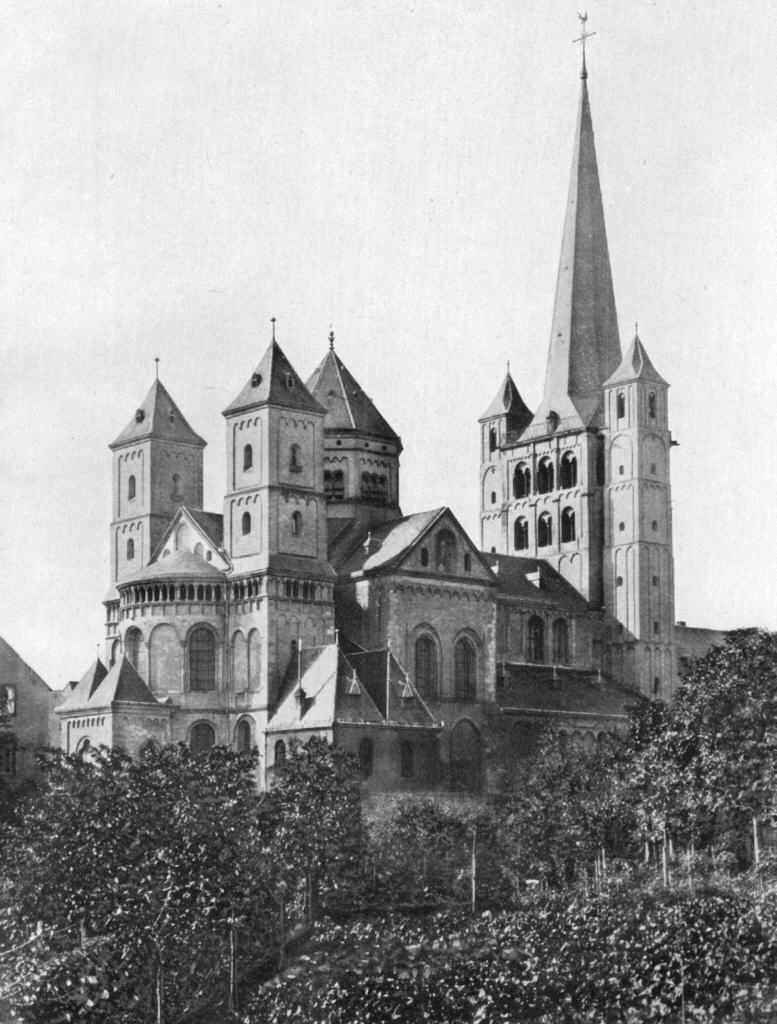
L'abbazia di Brauweiler, fondata da Azzo, conte palatino di Lotaringia.

## Conti palatini di Lotaringia
- Ermanno I, conte palatino di Lotaringia da 966 al 996, e il conte di Bonngau, Eifelgau, Mieblgau, Zulpichgau, Keldachgau, Alzey e Auelgau, dal 945 alla morte.
- Azzo (Erenfried), suo figlio, conte palatino di Lotaringia dal 1020 al 1034. Avendo sposato Matilde, figlia dell'imperatore Ottone II del Sacro Romano Impero e Teofano Scleraina, Azzo divenne uno dei più potenti signori dell'Impero sotto il regno di suo cognato, l'imperatore Ottone III. Candidato al trono imperiale, lo rinunciò solo con l'attribuzione di immensi feudi (Kaiserswerth, Duisburg e Saalfeld). fondò l'abbazia di Brauweiler;
- Liudolfo, figlio di Azzo e conte di Zutphen:
- Ottone, figlio di Azzo, conte palatino di Lorena dal 1035 al 1045, poi duca di Svevia come Ottone II. Nel 1045 Enrico III, re di Germania e duca di Svevia, offrì quest'ultimo titolo a Ottone in cambio della restituzione dei territori di Kaiserswerth e Duisburg alla corona. Ottone trasmise il palatinato a suo nipote Enrico;
- Enrico I il Furioso, suo nipote, figlio di Ezzelino I, conte palatino di Lorena dal 1045 al 1061. Si sposò nel 1048 con Matilde di Verdun (1025-1060) figlia del duca Gothelo I di Lorena, sorella di papa Stefano IX. Ricevette il castello di Cochem da sua nipote, la regina Richeza di Polonia, e fu eletto successore del regno di Germania durante la malattia di Enrico III. Il 17 luglio 1060, massacrò sua moglie Matilde con un'ascia dopo aver appreso la sua relazione con uno dei suoi parenti, e fu quindi confinato nell'abbazia di Echternach, dove morì nel 1061. Il suo titolo comitale e le sue contee furono amministrate dall'arcivescovo Annone II di Colonia, fino alla maggior età di suo figlio Ermanno II (1064-1085);
- Ermanno II, suo figlio, conte di Ruhrgau e Zulpichgau e conte di Brabante. È l'ultimo conte palatino di Lotaringia della dinastia degli Azzoni, dal 1061 al 1085. Fu ucciso in un duello da Alberto III di Namur. La sua vedova sposò Enrico II di Laach, conte di Mayfeldgau, che divenne il primo conte palatino del Reno nel 1085/1087.

Il figlio più giovane di Ermanno I di Lorena, Adolfo I diede alla luce la dinastia dei conti di Berg, di cui i conti di Limburg Stirum sono discendenti diretti. 

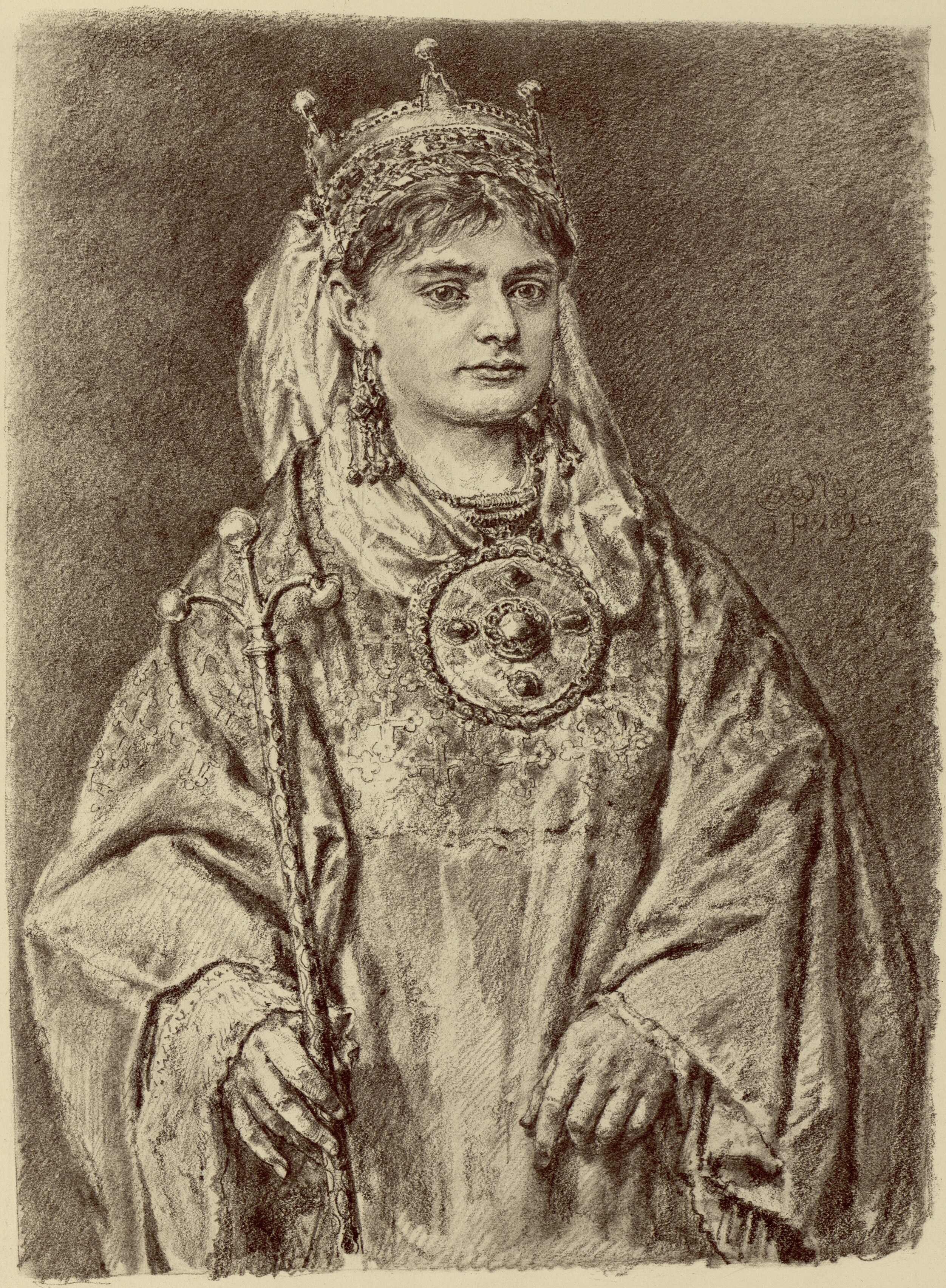
Richeza di Lotaringia

## Altri illustri membri della dinastia
- Richeza di Lotaringia, regina di Polonia (santa Richeza, celebrata dalla Chiesa cattolica il 21 marzo), moglie di Mecislao II di Polonia.
- Corrado I, duca di Baviera, erede di Enrico III del Sacro Romano Impero, imperatore tedesco. Morì in esilio dopo aver tentato di assassinare l'imperatore per impadronirsi del trono.
- Corrado III di Carinzia, duca di Carinzia figlio di Ezzelino I;
- Ermanno II, arcivescovo di Colonia e cancelliere imperiale per l'Italia.